# Буссу
50°25′59″ пн. ш. 3°47′46″ сх. д. / 50.4331253° пн. ш. 3.7960902° сх. д.
Буссу (фр. Boussu) — муніципалітет Валлонії, розташований у провінції Ено, Бельгія. Станом на 1 січня 2018 року населення Буссу становило 19 856 осіб. Загальна площа 20,01 км², що дає щільність населення 992,3 жителя на км². Муніципалітет складається з районів Буссу та Горну.

## Історія
Під час пізнього середньовіччя місто дало своє ім'я важливому відгалуженню дому Енен. У цей період був побудований замок Буссу, і важливі члени цієї родини поховані всередині церкви. Найбільш відомим є Мавзолей Максимілієна II де Еніна, 5-го графа Буссу. У 19 столітті розширилася місцева промисловість. Було побудовано промислове місто під назвою le Grand Hornu. Будівлі, розташовані в Горну, зараз є музеєм.

## Етимологія
Будучи сусіднім муніципалітетом Горну, місто Буссу є дуже старим, і в історії Сент-Ваудру згадується існування церкви в 13 столітті. У актах минулого Буссу отримав найрізноманітніші назви: Буксутум, Буссут, Буссут, Боссут, Боуссут. Однак етимологія дуже проста. Це означає «місце, багате самшитом» (лат. buxus: означає самшит або buxutum, що означає поросль самшиту).